# Nadziejów (Opole)
Pour les articles homonymes, voir Nadziejów.
Nadziejów est une localité polonaise de la voïvodie d'Opole et du powiat de Nysa.